# Casa Bembridge
La casa Bembridge, también conocida como casa Green-Rankin-Bembridge, es un edificio histórico registrado ubicado frente al Drake Park en el vecindario Willmore de la ciudad de Long Beach, en la costa sur del estado de California (Estados Unidos). Esta casa victoriana de estilo reina Ana local, ornamentada y bien conservada, se construyó en 1906. La música y maestra de escuela Dorothy Bembridge vivió en ella desde 1918 hasta que fue asesinada allí en 1999. La casa fue adquirida por Long Beach Heritage en 2000.

## Descripción
La casa Bembridge, ubicada en 953 Park Circle Drive, Long Beach, California, es una casa victoriana de estilo Reina Ana construida en 1906. Tiene 18 habitaciones y se ha conservado con sus techos altos originales, carpintería y muchos de los muebles originales. Se considera la residencia victoriana más ornamentada de Long Beach con carpintería tallada a mano, vitrales emplomadas y una chimenea de azulejos. En 1981, Los Angeles Times la describió con estas palabras: "Es la única mansión Reina Ana perfectamente conservada de la ciudad, una intrincada disposición de torretas, pilares, ángulos, ventanas de vidrio Tiffany biseladas y volutas blancas sobre azul que recuerdan a Wedgwood". Long Beach Heritage llama a la casa Bembridge "el ejemplo más importante de este estilo de arquitectura que subsiste en Long Beach", y señala que es considerada por muchos como "la estructura histórica residencial más importante" en la ciudad.

## Historia
La casa fue construida en 1906 para Stephen y Josephine Green. Él era uno de los fundadores del City National Bank, un rico empresario que llegó a Long Beach desde Seattle y Los Ángeles. Green plantó arbustos exóticos y flores alrededor de la casa y también construyó un aviario para su colección de aves exóticas y un establo donde tenía ponis de las Shetland.
Según los informes, Green era un hombre impopular que tenía disputas legales con sus vecinos. Según los informes, sufrió "un ataque de apoplejía" y murió en la casa tras un encuentro con un vecino. Su funeral se llevó a cabo en la casa.
Thomas Rankin compró la casa en 1918 tras la muerte de Green. La casa permaneció en la familia Rankin durante más de 80 años. Después de la muerte de Thomas Rankin, la casa fue heredada por sus hijos, Dorothy Bembridge y Neil Rankin.
Dorothy Bembridge fue música y maestra de escuela en Long Beach hasta su jubilación en 1968. Vivió en la casa a partir de 1918 y señaló que el interior nunca fue renovado. Creía que las cortinas y los suelos blandos creaban "un ambiente acústico perfecto" para los frecuentes conciertos de piano que celebraba en casa.

En 1969, la casa se vio amenazada con la demolición cuando la ciudad de Long Beach intentó ampliar el adyacente Drake Park. En ese momento, los conservacionistas históricos presionaron para salvar la estructura. Bembridge buscó conservarlo como centro de música. En comentarios a un periódico local, dijo:
"Rezo para que se pueda salvar. Es una casa antigua maravillosa, tan sólida como el peñón de Gibraltar. No hay una ruptura en la base; ni una grieta en las paredes. Es absolutamente la única de su tipo en la ciudad que no ha sido alterada. Tendría un encanto especial como centro de música. La torre sirve como un megáfono natural, lo que hace que la acústica sea notable. Muchos dicen que nunca han escuchado nada parecido a los sonidos que resuenan en el Steinway en esta vieja casa".
En 1981, el Comité de Patrimonio Cultural de Long Beach designó a la casa Bembridge como Monumento Histórico de Long Beach. Estuvo entre el segundo grupo de estructuras en recibir la designación. En el momento de la designación, Bembridge le dijo al Los Angeles Times que estaba "contenta por fin de que la casa en la que ha vivido desde 1918 se conservará en todo su esplendor".
En 1999, Bembridge fue estrangulada en la casa a los 89 años. Su cuerpo fue descubierto en el patio trasero el 4 de noviembre de 1999. Daniel William Borunda, un hombre de 51 años que había hecho trabajos ocasionales para Bembridge y había sido enviado a prisión por robar su casa en 1990, finalmente fue declarado culpable del asesinato y sentenciado a 60 años de prisión. Borunda había sido puesto en libertad en octubre de 1999, unas semanas antes de los hechos. La policía y los fiscales afirmaron que el motivo fue el robo y la venganza.
Después de la muerte de Bembridge, Long Beach Heritage compró la casa en 2000 por 325 000 dólares. El grupo restauró la casa a su estado original y está abierta para visitas.
En 2002, Long Beach Heritage recibió una subvención de 72 000 del J. Paul Getty Trust para desarrollar un plan maestro para preservar la casa principal, la cochera y el aviario, y para restaurar el paisaje y para el fortalecimiento sísmico y un mejor accesibilidad.
La casa Bembridge, ubicada en 953 Park Circle Drive, Long Beach, California, también fue incluida en el Registro Nacional de Lugares Históricos en febrero de 2005.